# North Leigh
North Leigh – wieś w Anglii, w hrabstwie Oxfordshire, w dystrykcie West Oxfordshire. Leży 15 km na północny zachód od Oksfordu i 97 km na zachód od Londynu. W 2001 miejscowość liczyła 1919 mieszkańców.